# Mihambwe
Mihambwe ist ein Verwaltungsbezirk (englisch Ward) des Distrikts Tandahimba in der tansanischen Region Mtwara.

## Geografie
Mihambwe liegt im Südosten von Tansania etwa 20 Kilometer südöstlich der Distrikthauptstadt Tandahimba. Der größte Fluss ist der Rovuma, der die Grenze im Süden bildet. Der Bezirk grenzt im Norden an Mihuta, im Osten an Michenjele, im Süden an Mosambik, im Westen an Mkoreha und im Nordwesten an Litama. Bei der Volkszählung 2022 lebten 12.454 Menschen in 3511 Haushalten auf einer Fläche von 90 Quadratkilometern.

## Gliederung
Der Bezirk besteht aus sechs Gemeinden (Mtaa) mit 28 Orten (Kitongoji):
| Mihambwe - Mdenga - Mihambwe Mjini - Shangani - Chikongo - Jangwani | Ruvuma - Bataliani - Jangwani - Chang'ombe - Songea | Lembela - Mnyahi - Muungano - Misri - Landani - Pachoto | Kisagani - Matende - Ilala - Mitumbati - Mpakani - Majengo - Harambee | Nakale - Nakale - Bondeni - Kilimahewa | Mkaha - Mkaha Mjini - Malawi - Shangani - Riziki - Tumain |

## Infrastruktur
- Bildung: Die Mihambwe Secondary School ist eine weiterführende Tagesschule, die vom Staat betrieben wird und Jugendliche bis zur 4. Stufe ausbildet.[8]
- Gesundheit: Im Bezirk liegt ein staatliches Gesundheitszentrum,[9] das 2024 seinen Betrieb aufnahm.[10]